# Blanchardstown
Blanchardstown (en gaèlic irlandès Baile Bhlainséir) és un barri de Dublín, al comtat de Fingal, a la província de Leinster, a 10 kilòmetres a l'oest del centre de la ciutat. Està dins de la històrica Baronia de Castleknock i a la zona postal Dublín 15. És la zona urbana més gran del Consell. El cens de 2011 va registrar una població de 68.156 a Blanchardstown i els seus voltants immediats.

## Història
Blanchardstown ha crescut a l'ombra del seu veí, Castleknock. Els dos tenen una història comuna compartida fins ben entrat el segle xix, quan el seu desenvolupament es van separar. El nom Blanchardstown ve de la família Blanchard, a qui se'ls va concedir el seu patrimoni entre 1250 i 1260. Es creu que el nom de Blanchard venia de la paraula francesa blanch, que significa blanc, i podria referir-se al pèl blanc. El townland té una àrea de 454 acres.
Blanchardstown era un poble rural a l'oest del Comtat de Dublín fins al final de l'any 1960, quan van a començar a construir-se els primers habitatges. Blanchardstown es desenvolupà conjuntament amb la veïna Castleknock, tots dos van créixer ràpidament des de la dècada de 1970 fins a l'actualitat. Durant els 1970/80 el poble es va introduir en la trama suburbana de Dublín. El 1999 s'hi va establir l'Institute of Technology, Blanchardstown (ITB).

## Personatges
- Bisbe John Troy
- Leo Varadkar, diputat del Fine Gael i ministre
- Siva Kaneswaran, músic (The Wanted)